# كمب الدويل

تعديل مصدري - تعديل

كمب الدويل هي إحدى قرى عزلة جعار بمديرية خنفر التابعة لمحافظة أبين، بلغ تعداد سكانها 35 نسمة حسب تعداد اليمن لعام 2004 م.